# Kraj trenczyński
Kraj trenczyński (słow. Trenčianský kraj) – jednostka administracyjna Słowacji, jeden z 8 krajów, na które podzielone zostało to państwo.